# 元宝区
元宝区是中国辽宁省丹东市下辖的一个市辖区。区人民政府驻新柳街8号。

## 行政区划
元宝区下辖4个街道办事处、1个镇：
七道街道、八道街道、九道街道、兴东街道和金山镇。

## 人口
根据第七次人口普查数据，截至2020年11月1日零时，元宝区常住人口202325人。